# Wiejski korowód
Wiejski korowód, Bachanalia – obraz olejny flamandzkiego malarza Simona de Vosa, będący alegorią pijaństwa.

## Tematyka i interpretacja obrazu
Obraz przedstawia taneczny korowód biesiadników. Według Bożeny Steinborn pomysł takiej kompozycji narodził się w latach dwudziestych XVII wieku, za sprawą Johanna Lissa, który ok. 1621 wykonał rysunek przygotowawczy, a kilka lat później, ok. 1629 roku, wersję malarską o nieco zmienionym układzie figur. Obie prace nosiły tytuł Weselny korowód na wsi. De Vosa prawdopodobnie mógł wzorować się na tych pracach, choć jego postacie bardziej przypominają te z rysunku Lissa. Według historyka sztuki Beaty Lejman, oba obrazy mogły posiadać inny pierwowzór: wcześniejszy obraz lub rysunek pochodzący z pracowni Pietera Bruegla Starszego.
Simon de Vos wprowadził dodatkowo własne oryginalne rozwiązania: obok namalowanych pijaków umieścił postacie ze świata mitów. I tak dwie pary na pierwszym planie tańczą w rytm wygrywany przez dudziarza i flecistę stojących na środkowym podwyższeniu wśród krzewów. Po lewej stronie jeden z wymiotujących biesiadników podtrzymywany jest przez kobietę (żonę?), po prawej widoczny jest oberżysta oparty o beczkę i stojący na tle łuku przypominającego portal. Według Beaty Lejman twarz oberżysty jest autoportretem malarza. Najważniejszą namalowaną postacią, będącą kluczem do interpretacji obrazu, jest leżący za tańczącymi nagi, gruby Bachus wraz z siedzącymi przy nim satyrami. Bachus patronował młodym parom i był zawsze obecny na ich zaślubinach; na pierwszym planie widać rozrzucone atrybuty kawalerskich uciech: karty do gry, kielichy, dzban po piwie, obgryzione kości. Tematyka i ukazane szczegóły są charakterystyczne dla obrazów rodzajowych Bruegla Starszego. Postać bożka wina, de Vos ukazał w innej swojej pracy pt. Bachanalie.

## Proweniencja
Pierwotnie obraz znajdował się w zbiorach książąt Hohenzollern w Lwówku Śląskim i w Skale; następnie trafił do zbiorów G. Scheuermanna w Skale. Od 1918 roku był własnością Śląskiego Muzeum Sztuk Pięknych we Wrocławiu (nr inw. 1178,Lgb.19305). Przed 1946 rokiem znajdował się w posiadaniu W. Emilianowicza, który zakupił go na targu w Krakowie. W 1946 trafił do antykwariatu E. Metlewicza w Krakowie skąd został zakupiony przez warszawskie Muzeum Narodowe. W 1971 wypożyczony, a w 1973 przekazany na własność do Muzeum Narodowego we Wrocławiu (nr. inw.VIII-2320).